# Heliconius hewitsoni
Heliconius hewitsoni är en fjärilsart som beskrevs av Otto Staudinger 1875. Heliconius hewitsoni ingår i släktet Heliconius och familjen praktfjärilar. Inga underarter finns listade i Catalogue of Life.

## Bildgalleri

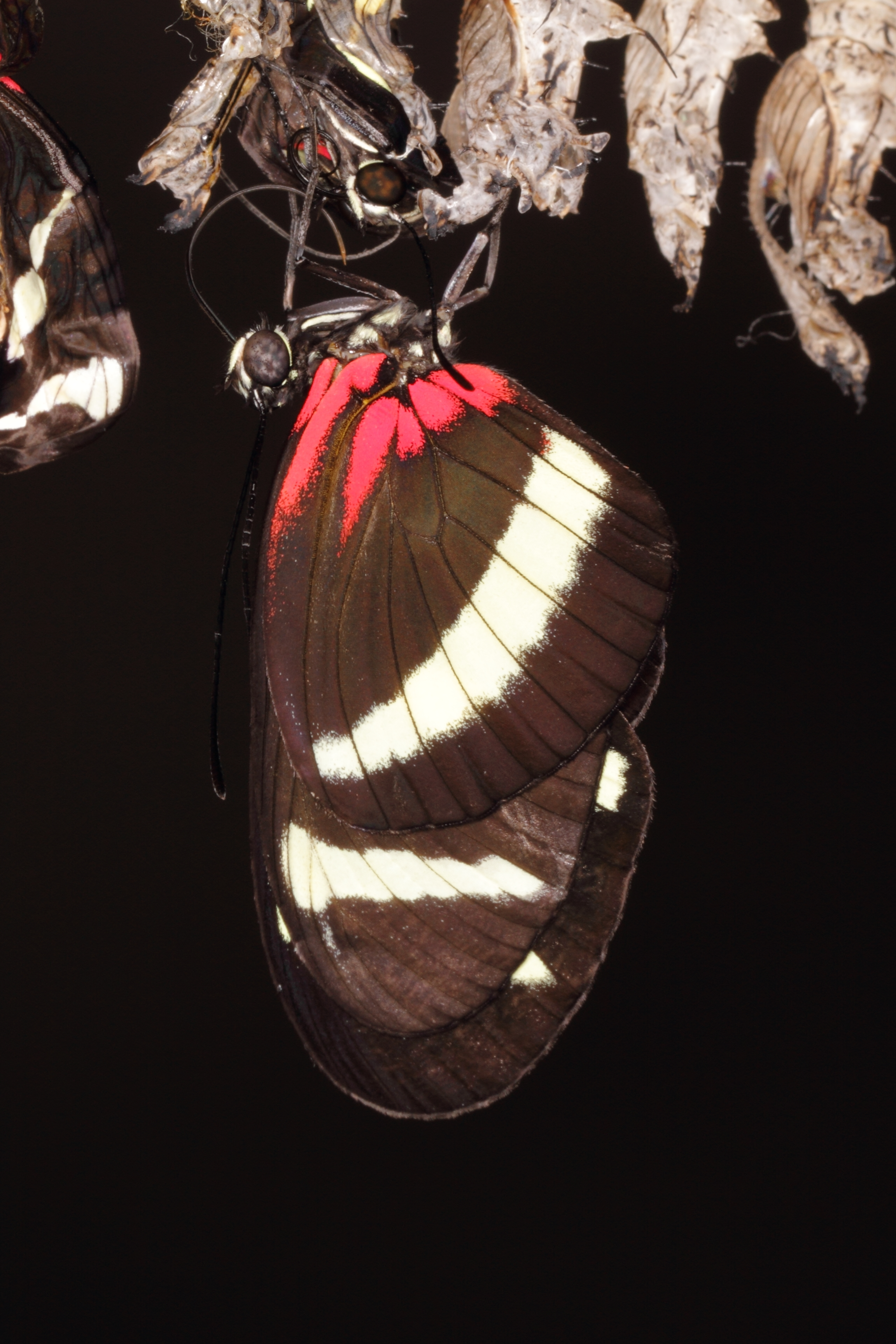
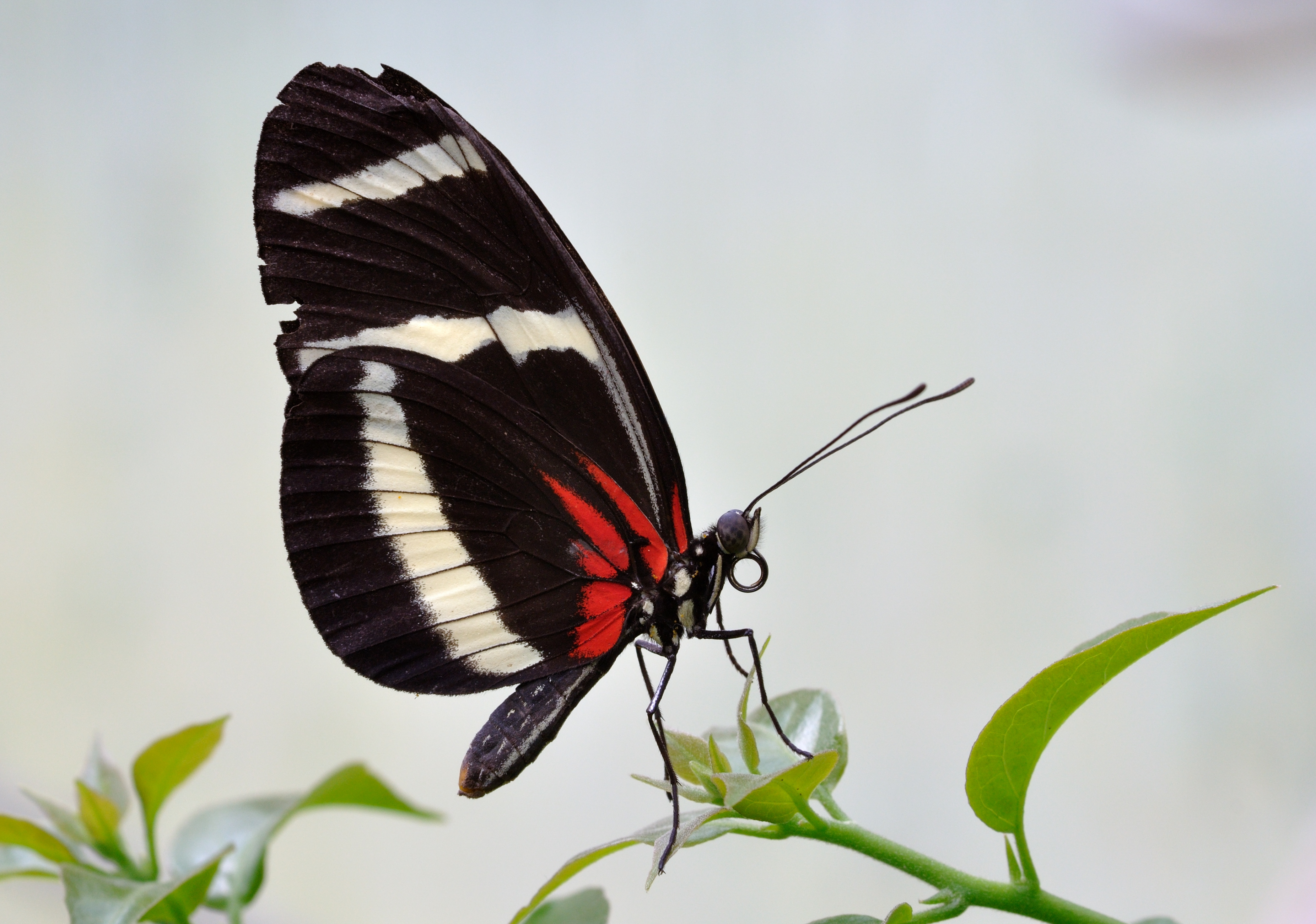